# Chiesa dell'Immacolata Concezione (Nizza)
La chiesa dell'Immacolata Concezione, nota anche come chiesa di Nostra Signora del Porto (Église Notre-Dame-du-Port de Nice in francese), è una storica chiesa della città di Nizza.

## Storia
La chiesa venne eretta fra il 1840 e il 1853 secondo il progetto dell'architetto nizzardo Giuseppe Vernier, progettista dell'intero insieme della piazza Île-de-Beauté. Dopo la posa della prima pietra, avvenuta nel 1840, i lavori di costruzione dovettero essere ricominciati da capo quando nel 1845 l'edificio, quasi ultimato, rovinò a terra.
L'aggiunta della facciata colonnata, progettata dall'architetto Jules Fèbvre, risale al 1896. La chiesa è iscritta ai monumenti storici dal 1991 in quanto parte dell'insieme architettonico ottocentesco della piazza Île-de-Beauté.

## Descrizione
L'edificio presenta uno stile neoclassico. Sul frontone trova posto l'iscrizione latina "MARIA SINE LABE CONCEPTA O.P.N", traducibile in italiano come "Maria Immacolata, prega per noi".